# Гильзерберг
Гильзерберг (нем. Gilserberg) — община в Германии, в земле Гессен. Подчиняется административному округу Кассель. Входит в состав района Швальм-Эдер.  Население составляет 3317 человек (на 31 декабря 2010 года). Занимает площадь 61,58 км².
Община подразделяется на 10 сельских округов.